# イニシュマン島のビリー
『イニシュマン島のビリー』(英語: The Cripple of Inishmaan) 、別タイトル『夢の島イニシュマーン』及び『ビリーとヘレン』はマーティン・マクドナーによるブラックコメディの戯曲作品である。架空の物語だが、実際のドキュメンタリー映画『アラン』の撮影を題材にしている。2001年の『ウィー・トーマス』及び未上演の『イニシェリン島の精霊』(The Banshees of Inisheer)とあわせてマクドナーのアラン諸島三部作を構成する。

## あらすじ
芝居は1934年、アイルランドの西岸に位置するアラン諸島のイニシュマン島にある小さな村が舞台である。住民はハリウッドの撮影隊が島の生活についてのドキュメンタリーを作るため隣のイニシュモア島にやってくると聞いて沸き立つ。タイトルにある通り"Cripple"、つまり「不具者」であり、孤児で村でははぐれ者扱いされているビリー・クレイヴンは、イニシュマン島のゴシップや貧困、退屈から逃れようと、さまざまな手段を駆使して撮影隊にどうにか接近しようとする。ビリーは撮影隊とアメリカに行くことになり、村の人々は驚く。

## 登場人物
- ビリー・クレイヴン…孤児、足が悪く「不具者」(Cripple)と呼ばれている。
- ケイト・オズボーン…ビリーをひきとって育てているおば。石に向かって話すので有名。
- アイリーン・オズボーン…ビリーをひきとってケイトと一緒に育てているもうひとりのおば。ケイトとは姉妹。キャンディを隠している。
- ジョニーパティーンマイク…村のゴシップ屋
- ヘレン・マコーミック…ビリーが恋心を抱いている「乱暴な美少女[4]」。
- バートリー・マコーミック…ヘレンの弟。いわゆる「村のアホ」。
- バビーボビー・ベネット…妻を結核でなくした船乗り。
- マクシャーリー医師…村の医者。
- マミー・オドゥーガル…ジョニーの90歳の母で、アルコール依存症。死ぬまで飲み続けるつもりでいる。

## 上演史
『イニシュマン島のビリー』は1996年12月12日にロンドンのロイヤル・ナショナル・シアターのコテスロー劇場でローリー・コンロイ主演で開幕した。1998年4月にオフ・ブロードウェイのジョゼフ・パップ・パブリック・シアターで再びローリー・コンロイをタイトルロールに据え、アメリカ初演が行われた。同じ年にフレデリック・ケーラーがビリーを演じてロサンゼルスでも上演された。
アトランティック・シアター・カンパニーと、アイルランド、ゴールウェイのドルイド・シアター・カンパニーの協働により、オフ・ブロードウェイで2008年12月21日から再演された。ギャリー・ハインズの演出で、キャストはケリー・コンドン、アンドルー・コノリー、ローレンス・キンラン、デブラ・モロイ、アーロン・モナハン、マリー・マレン、パトリシア・オコネル、デイヴィッド・ピアース、ジョン・C・ヴェネマだった。
2013年にはダニエル・ラドクリフがビリー役、マイケル・グランデージ演出によりロンドンのウエスト・エンドにあるノエル・カワード劇場で再演され、チケットは売り切れとなった。翌年、このプロダクションはブロードウェイのコート劇場にて期間限定で上演されることとなり、2014年4月20日の夜に開幕した。このプロダクションは『ガーディアン』のマイケル・ビリントンなどをはじめとする劇評家から比較的高い評価を受けた。一方で劇評家のリン・ガードナーは実際に障害を持つ役者ではなく、足に障害の無いラドクリフが障害者ビリーの役を演じることに関して議論を提起した。

### 日本語版
1999年、日本語版が『夢の島イニシュマーン』というタイトルで、文学座により紀伊国屋ホールにて鴇澤麻由子翻訳、鵜山仁演出、今井朋彦がビリー役で上演された。紀伊國屋ホールでの上演後、第30回奈良県芸術祭の一環として大和高田市の文化会館さざんかホールでも上演された。鵜山は初演時、この戯曲を「テネシー・ウィリアムズに通じるような湿度の高さを感じる戯曲」と評している。
2004年7月から8月にかけて、『ビリーとヘレン』というタイトルで、メジャーリーグにより、栗田芳宏演出・翻訳、舘形比呂一がビリー役、絵麻緒ゆうがヘレン役、近藤芳正がバートリー役で、名古屋市民会館、新神戸オリエンタル劇場、ル テアトル銀座にて上演された。
2016年3月に『イニシュマン島のビリー』というタイトルで世田谷パブリックシアターで上演され、その後梅田芸術劇場でも公演が行われた。森新太郎が演出し、古川雄輝がビリー役、鈴木杏がヘレン役、柄本時生がバートリー役を演じた。本演出におけるビリーは両脚、片腕、首にトラブルを抱えており、障害が比較的重い設定となった。演劇研究者の谷岡健彦は本プロダクションについて『朝日新聞』の劇評で、「小奇麗で作り物めいても見える」セットや衣装を意図的に採用し、「虚と実のせめぎ合い」を示す上演だと評している。

## 著者のコメント
マーティン・マクドナーは、本作を含むアラン諸島などを舞台にした作品群について、「いつかこういう芝居が真のアイルランドの物語とみなされるようになってほしいですね。今はそうなってないと思いますが。私がロンドン出身だというのが大変厄介なお荷物になっていて、それは過去のことだと言えるようになるにはずいぶんかかるでしょう」と述べている。
2011年に本作がイニシュマーン島で上演された後のインタビューでは、「マクドナー氏は、同胞であるアイルランド人を残酷に見定めるつもりは全くなかったと、ここには書けない婉曲表現を使って説明していた」ということである。

## 受賞
2014年のブロードウェイ版はトニー賞にて演劇リバイバル作品賞、演劇助演女優賞(セイラ・グリーン)、演劇装置デザイン賞(クリストファー・オラム)、演劇照明デザイン賞(ポーリー・コンスタブル)、演劇音響デザイン賞(アレックス・バラノフスキ)、演劇演出賞(マイケル・グランデージ)の六部門にノミネートされた。
1999年の日本語上演では、演出家の鵜山仁が本作及び『おばかさんの夕食会』の演出で千田是也賞を受賞した。
2016年の日本語上演では、鈴木杏が本作及び『母と惑星について、および自転する女たちの記録』における演技で読売演劇大賞最優秀女優賞を受賞した。

## 戯曲の刊行情報
- McDonagh, Martin. The Cripple of Inishmaan. Methuen Modern Plays. 1997. (Hardcover) ISBN 0-413-71590-6
- McDonagh, Martin. The Cripple of Inishmaan. Vintage International. 1998. (Paperback) ISBN 0-375-70523-6